# Omni-Path
Intel Omni-Path (иногда сокр. Intel OPA) — высокопроизводительная коммуникационная архитектура от компании Intel, предназначенная для высокопроизводительных вычислительных кластеров. Первая реализация Omni-Path с пропускной способностью 100 Гбит/с, согласно заявлениям Intel, обеспечивает меньший уровень задержки и более высокую практическую пропускную способность в сравнении с сетью Infiniband EDR. Новая архитектура предлагается в качестве замены основанной на InfiniBand архитектуры Intel True Scale Fabric. Компания Intel планирует развитие технологий высокопроизводительных вычислений на основе данной архитектуры вплоть до создания кластеров, преодолеющих экзафлопсный барьер к 2018–2020 гг.
Первые продукты на базе Omni-Path — адаптеры с пропускной способностью 100 Гбит/с, использующие разъемы QSFP28, и коммутаторы, построенные на базе 48-портовой ASIC Prairie River — были выпущены в ноябре 2015 года, массовые поставки начались в первом квартале 2016 года.
Компания Intel летом 2019 года отменила планы по выпуску устройств на базе технологии Omni-Path второго поколения (200 Гбит/с, OPA 200).

## Описание
Архитектура Omni-Path появилась в лабораториях корпорации Intel после целого ряда приобретений компаний, связанных с высокопроизводительными коммуникациями: NetEffect (разработчик Ethernet-адаптеров с iWARP, 2008 год), Fulcrum Microsystems (чипы FocalPoint для Ethernet-коммутаторов, 2011 год), активы, связанные с технологией InfiniBand компании QLogic (линейка TruScale, 2012 год).
- Omni-Path имеет обратную совместимость с инфраструктурой (программными интерфейсами) Intel TrueScale, базирующейся на технологиях InfiniBand.[14]
- Omni-Path, работая на скорости 100 Гбит/c, имеет на 56 % более низкие задержки, нежели аналогичная реализация InfiniBand. Она использует 48-портовый чип коммутатора, что позволит увеличить плотность по сравнению с 36-портовым чипом Mellanox[15][16][17]
- Стоимость полноскоростного адаптера «Chippewa Forest» (PCIe x16) составит около 960$, адаптера с ограниченной до 58 Гбит/с скоростью (PCIe x8) — около 530$. 24-портовый коммутатор Edge предлагается за 11-14 тысяч долларов США, 48-портовый — почти за 18,5-21 тысячу, то есть 430—580 долларов за порт[7][18]. Будут доступны 192- и 768-портовые коммутаторы «Sawtooth Forest» размером 7U и 20U. Пассивные медные кабели смогут обеспечить передачу сигнала на расстояние до 3 метров (80-170$), активные оптические — от 3 до 30 метров (1-1,1 тысяч долларов за кабель).

## Применение

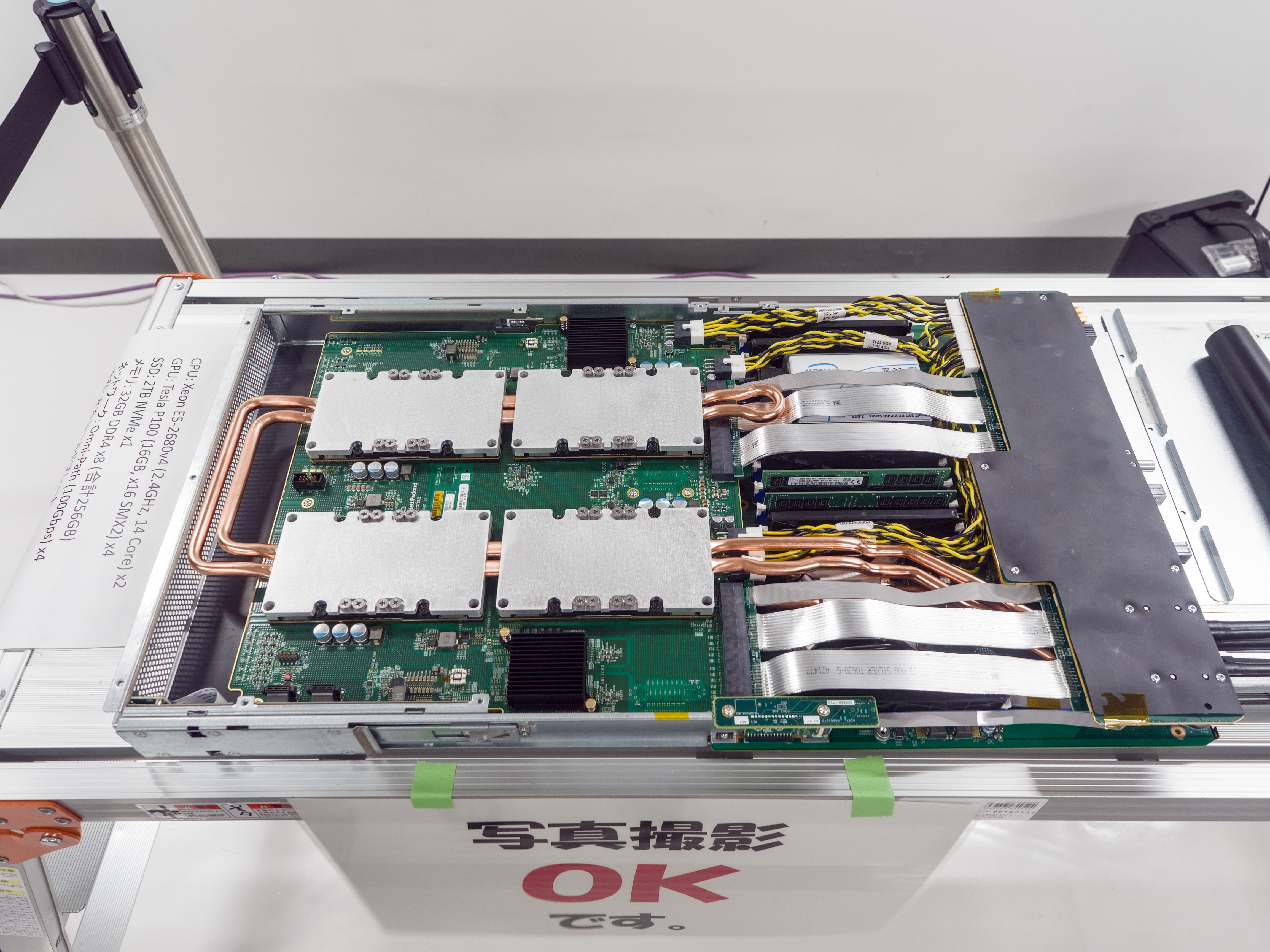
Компьютер из состава суперкомпьютера TSUBAME 3.0, использующий четыре подключения Omni-Path.

- Межсерверный интерфейс Omni-Path 1-го поколения (100 Гбит/с) используется в третьем поколении процессоров Xeon Phi на базе архитектуры Intel MIC, готовящимся к выпуску под кодовым названием Knight’s Landing.[19]
- Межсерверный интерфейс Omni-Path 2-го поколения (200 Гбит/с) планировался к использованию в четвёртом поколении процессоров Xeon Phi на базе архитектуры Intel MIC, готовящимся к выпуску под кодовым названием Knight’s Hill.[19] Однако вся серия OPA 200 была отменена летом 2019 года[9][20].